# Puccinia daisenensis
Puccinia daisenensis ist eine Ständerpilzart aus der Ordnung der Rostpilze (Pucciniales). Der Pilz ist ein Endoparasit von   Miscanthus olygostachius. Symptome des Befalls durch die Art sind Rostflecken und Pusteln auf den Blattoberflächen der Wirtspflanzen. Sie ist Ein Endemit Japans.

## Merkmale

### Makroskopische Merkmale
Puccinia daisenensis ist mit bloßem Auge nur anhand der auf der Oberfläche des Wirtes hervortretenden Sporenlager zu erkennen. Sie wachsen in Nestern, die als gelbliche bis braune Flecken und Pusteln auf den Blattoberflächen erscheinen.

### Mikroskopische Merkmale
Das Myzel von Puccinia daisenensis wächst wie bei allen Puccinia-Arten interzellulär und bildet Saugfäden, die in das Speichergewebe des Wirtes wachsen. Aecien sind von der Art nicht bekannt. Die zimtbraunen Uredien wachsen unterseitig auf den Blättern des Wirtes. Ihre ebenfalls zimtbraunen Uredosporen sind meist oval bis eiförmig, 26–33 × 19–23 µm groß und fein stachelwarzig. Die Telien der Art sind schwarzbraun, früh offenliegend und kompakt. Die haselnussbraunen Teliosporen sind zweizellig, in der Regel lang keulenförmig und 35–56 × 15–22 µm groß; ihre Stiele sind braun und bis zu 15 µm lang.

## Verbreitung
Das bekannte Verbreitungsgebiet von Puccinia daisenensis umfasst lediglich Japan.

## Ökologie
Die Wirtspflanze von Puccinia daisenensis ist Miscanthus olygostachius. Der Pilz ernährt sich von den im Speichergewebe der Pflanzen vorhandenen Nährstoffen, seine Sporenlager brechen später durch die Blattoberfläche und setzen Sporen frei. Die Art verfügt anscheinend über einen Entwicklungszyklus mit Telien und Uredien, der ohne Wirtswechsel auskommt; Spermogonien und Aecien fehlen offenbar.